# Class 42
Class 42 van British Rail (BR) is een reeks dieselhydraulische locomotieven die in de periode 1958-1961 werden gebouwd door de werkplaats van BR in Swindon.

## Geschiedenis
In 1954  begon British Rail met de vervanging van stoomtractie door diesel en elektrische. De Western Region van BR ging, ter vervanging van haar stoomlocomotieven van de reeksen King en Castle, op zoek naar geschikt dieselmaterieel. Ze koos hierbij voor locomotieven met een lichtgewicht bovenbouw en dieselhydraulische aandrijving met als voornaamste reden de steile hellingen tussen Exeter en Plymouth. Hierdoor kon brandstof bespaard worden voor het gewicht van de locomotief zelf en ook een rijtuig worden toegevoegd zodat er meer kaartjes per trein verkocht konden worden.

## Ontwikkeling
De technische kennis voor dieselhydraulische locomotieven was in de jaren 50 van de twintigste eeuw vooral te vinden in West-Duitsland. De West-Duitse industrie had in 1953 de V 200 op de baan gebracht en de Western Region zag dit als voorbeeld voor hun toekomstige locomotieven. De Western Region verkreeg een licentie voor een aangepaste V200 die was verkleind om binnen het Britse omgrenzingsprofiel te passen. Hierdoor werden Britse fabrikanten in staat gesteld om de nieuwe locomotieven te bouwen. Het resulterende ontwerp vertoont dan ook een grote gelijkenis met de V 200 zowel qua uiterlijk als bij de techniek. De locomotieven kregen de namen van Britse marineschepen en daarom werd de reeks D800 als Warship Class bekend. De bouw werd verdeeld over twee productielijnen, een in de werkplaats van BR in Swindon waar de nummers D800-D832 en D866-D870 werden gebouwd, en de andere bij de North British Locomotive Company (NBL) in Glasgow die de D833 – D865 bouwde. In verband met technische verschillen werden de door NBL gebouwde exemplaren later als Class 43 ingedeeld, terwijl de exemplaren uit Swindon als Class 42 werden ingedeeld. Van de class 42 zijn de D821 en D 832 bewaard gebleven.

## Techniek
Elke locomotief werd aangedreven door twee Maybach MD650 motoren gekoppeld aan hydraulische overbrenging van Mekydro (1035 pk bij de D800 - D 802, 1135 pk bij de  D803-829, D831-832 en D866-870). Hoewel de motoren van Duits ontwerp waren werden ze in licentie gebouwd bij Bristol Siddeley in Ansty bij Coventry. Het lagere motorvermogen in de eerste drie was omdat dit het maximale vermogen van de eerste lichting overbrengingen was, een tekortkoming die snel werd verholpen. De stand van de techniek beperkte destijds het vermogen van de hydraulische overbrengingen tot 2.000 pk, zodat er per locomotief twee motoren werden gebruikt die samen goed waren voor een trekkracht van 233 kN. De D830 Majestic was uitgerust met twee Paxman YJXL Ventura-motoren met een vermogen van elk 1.200 pk als voorbeeld van een motor van Brits ontwerp dat superieur zou kunnen zijn aan de Duitse Maybach.
De nieuwe locomotieven waren aanzienlijk lichter dan eerdere dieselelektrische ontwerpen: de Class 44 was een 8-asser van 135 ton terwijl de D800's minder dan 80 ton en slechts 4 assen heeft. D800-802 werden geproduceerd als een voorserie en verschilden zowel mechanisch als cosmetisch enigszins van de anderen. Afgezien van de duidelijke verschillen tussen schijven en film voor de treincodes en de iets minder krachtige motoren, kende de D800-802 slechts zes standen op de vermogensregelaar, wat onbevredigend was in de praktijk, zowel qua energie verbruik als voor een soepele acceleratie. Deze verschillen betekenden dat D800-802 in feite een afzonderlijke subklasse waren die niet in treinschakeling met de anderen kon rijden (hoewel de "witte diamant" -code treinschakeling van de Warship Class zelden werd gebruikt tot eind jaren 60 van de twintigste eeuw en uit veel locomotieven werd verwijderd als een constante bron van elektrische problemen).
In 1960 kwamen ook de exemplaren van de North British Locomotives op de baan met de nummers D 833 en D 865. Deze waren iets sterker met een trekkracht van 238 kN en werden in 1968 dan ook als een aparte reeks, Class 43, ingedeeld. Hoewel de 43's sterk leken op de in Swindon gebouwde exemplaren, waren ze uitgerust met MAN-motoren en een hydraulische overbrenging van Voith met een vergelijkbaar vermogen als de in Swindon gebouwde locomotieven. De Maybach-motoren hadden een geavanceerder ontwerp, met bijvoorbeeld oliegekoelde zuigers die ontbraken in het MAN-ontwerp. De V 200, waar de D 800 op gebaseerd was, gebruikte voornamelijk Mercedes- en Maybach-motoren - de MAN-motoren werden slechts af en toe in de V200 gemonteerd - gekoppeld aan Mekydro- en Voith-overbrengingen in ongeveer gelijke aantallen, waarbij motoren en overbrengingen volledig uitwisselbaar waren. Zo kan één locomotief één Mercedes-motor gekoppeld hebben aan een Mekydro-transmissie en een Maybach gekoppeld aan een Voith. Deze uitwisselbaarheid van motoren en overbrengingen was theoretisch ook mogelijk in het BR-ontwerp. Dit werd echter nooit toegepast omdat wijzigingen in de vloerconstructie na de voorserie het wisselen onmogelijk maakten.

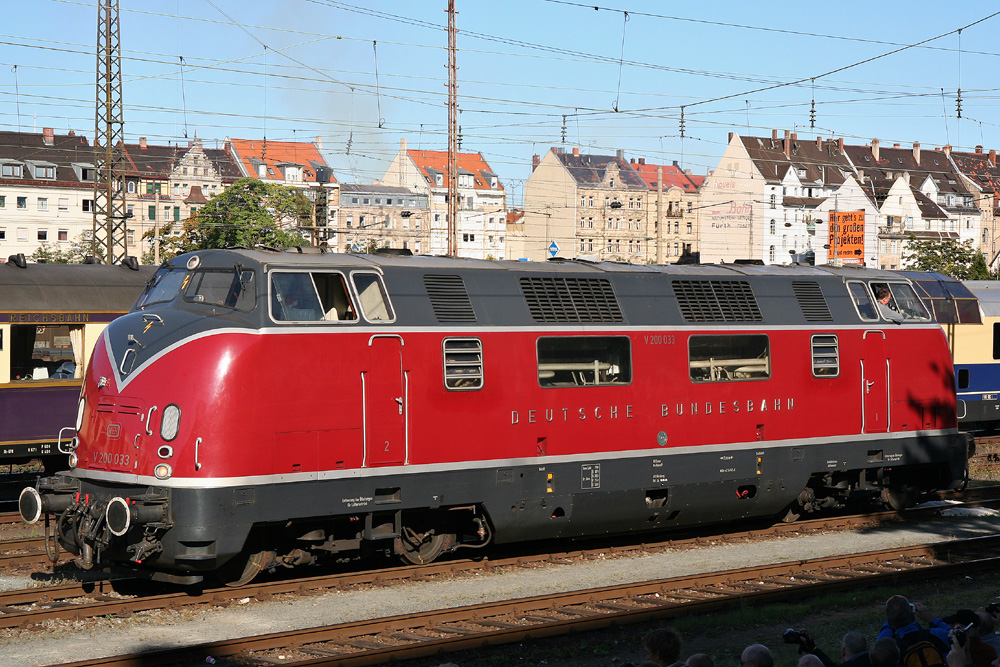
Het Duitse voorbeeld
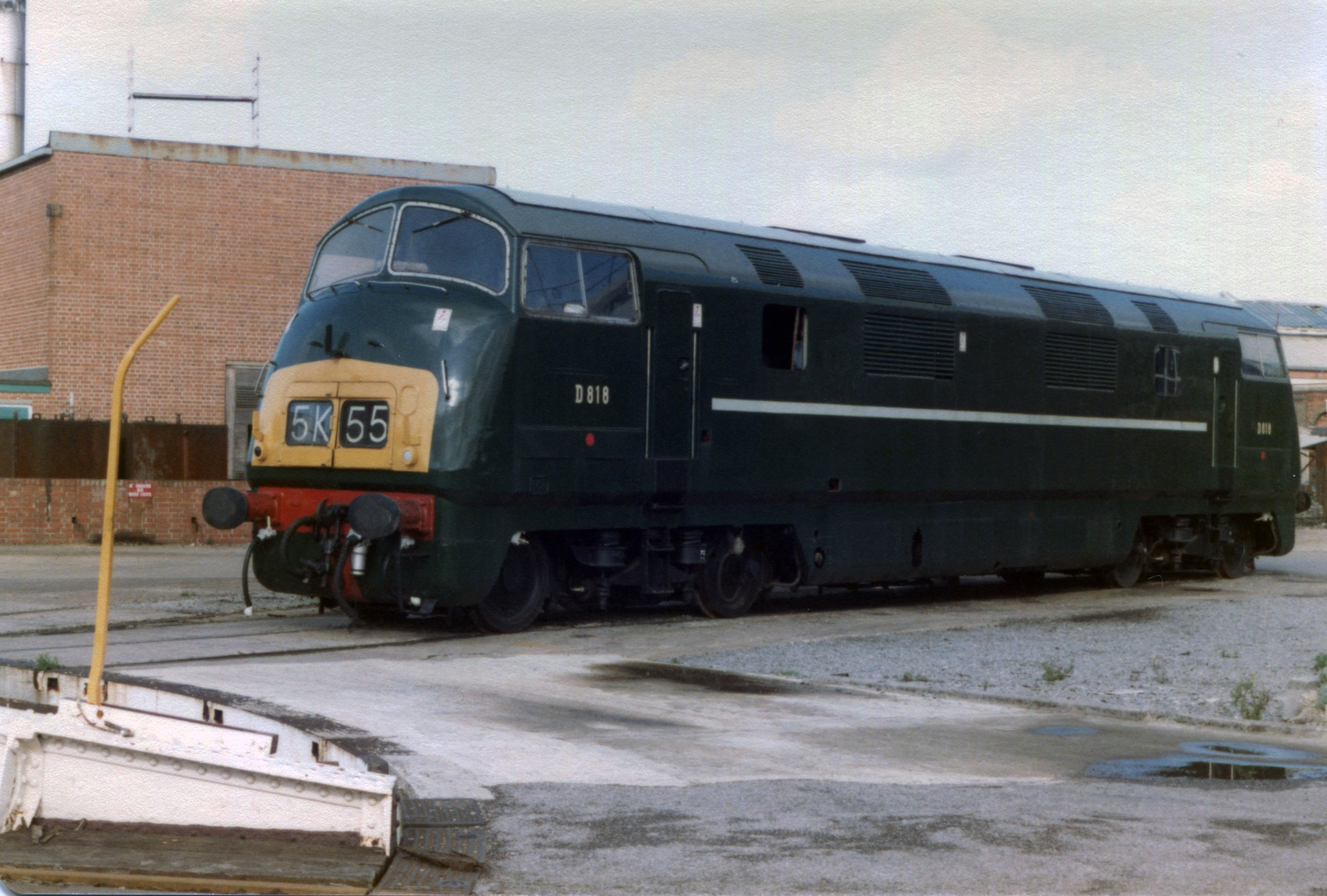
De groene beschildering
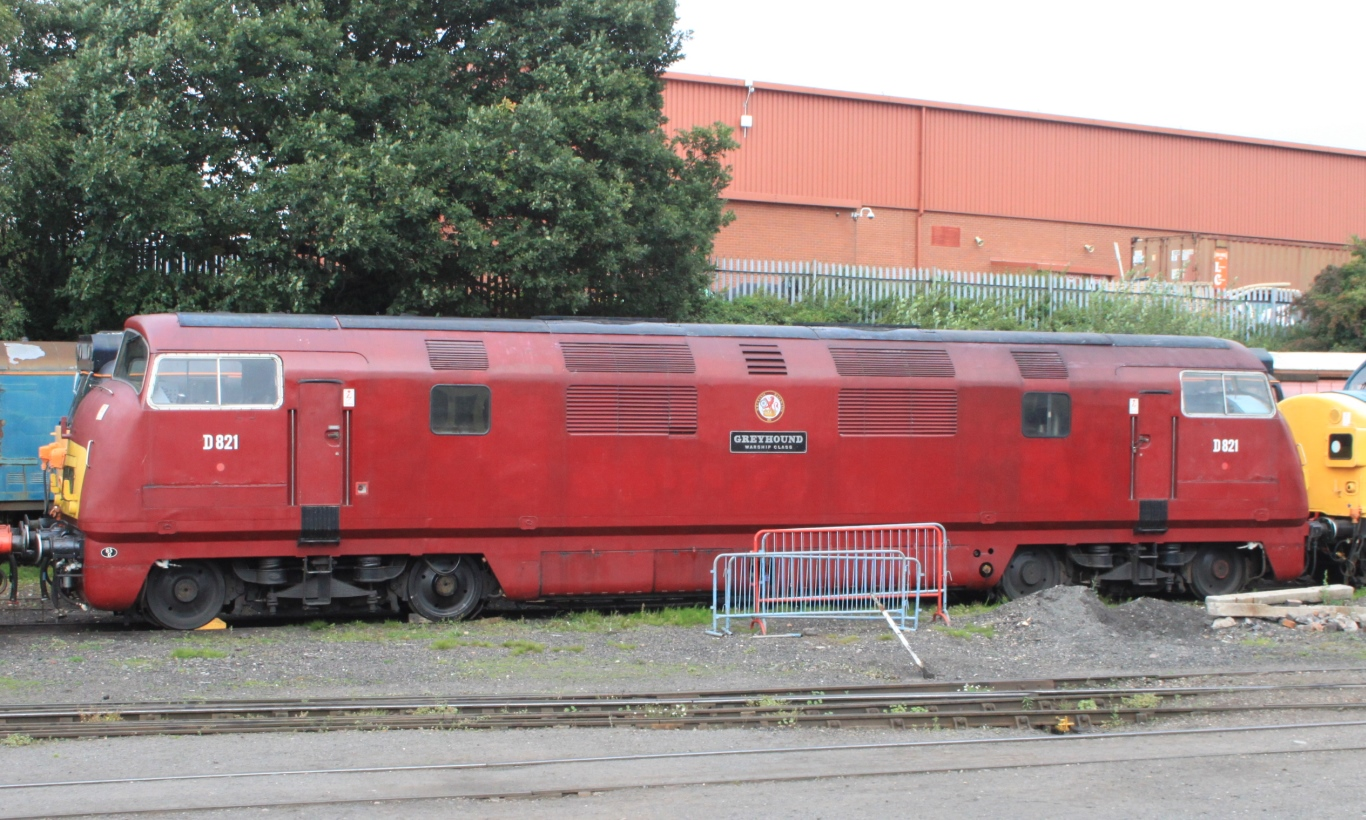
De kastanjebruine beschildering

## Namen en kleuren
Elke locomotief droeg een naam, de D 800 werd Sir Brian Robertson, de toenmalige voorzitter van de British transport Commission, de D 812 werd Royal Navy Reserve 1859 – 1959 genoemd in plaats van de voorgestelde naam Despatch. De andere locomotieven van de reeks werden allemaal genoemd naar schepen van de Royal Navy met als ondertitel “Warship Class”. De namen werden voor de hele reeks, inclusief de exemplaren van NBL, alfabetisch toegekend. Om hieraan vast te houden moesten, toen onverwacht in Swindon een vervolgorder van vijf locomotieven geplaatst werd, enkele hoger genummerde NBL exemplaren worden omgedoopt omdat er onvoldoende namen met een Z beschikbaar waren.
De D800's werden afgeleverd in BR groen met een lichtgrijze sierstrip en rode bufferbalken. In het midden van de jaren 60 besloot de WR tot kastanjebruin als nieuwe huisstijl voor hoofdlijndiesellocomotieven, wat geheel in ging tegen de standaardbeschilderingen die door de directie van BR waren vastgesteld. In november 1966 kreeg de D 864 de nieuwe BR-blauwe beschildering met als proef een roestkleurige plint om remstof  te maskeren. Vanaf januari 1962 verschenen de locomotieven met half gele neuseinden en uiteindelijk kregen twee groene, meerdere kastanjekleurige en alle blauwe exemplaren volledige gele neuzen. Groene beschildering verdween toen de D810 opnieuw gespoten werd. Een handvol kastanjebruine, waaronder de D809, D815 & D817, stroomden in die kleur uit op 5 oktober 1971, hoewel ze inmiddels een geheel gele neus hadden. Drie kastanjebruine, D801, D840 en D848 stroomden al eerder uit maar met slechts een half gele neus. Na de uitstroom van de stoomlocomotieven in 1968 werd het voorvoegsel "D" van de locnummers verwijderd bij een nieuwe schilderbeurt omdat er geen doublure meer kon zijn met een stoomlocomotief.

## In bedrijf
De D800's waren aanvankelijk bestemd voor de route tussen Paddington en Birmingham Snow Hill en proeven bewezen dat hun lichtere gewicht en hogere vermogen het mogelijk maakte om dit in twee uur af te leggen met 368 ton aan de haak, een rijtuig meer dan de Class 40. Deze plannen werden teruggedraaid toen Paddington begin jaren 60 van de twintigste eeuw het tijdelijke Londense eindpunt werd van de diensten tussen Londen en Birmingham tijdens de elektrificatie van de lijn tussen Euston en Birmingham via Rugby. Hiervoor moest meer dan 370 ton getrokken worden en het bleef daarom een stoondienst tot de komst van de krachtigere Western reeks dieselhydraulische locomotieven. De 800's werden daarom ingezet op de route Paddington-Penzance, hetzij via Swindon en Bristol, hetzij via Newbury en Westbury op de "Berks and Hants" lijn. Dit maakte het mogelijk om de stoomtractie te vervangen op de moeilijk te bedienen spoorlijn ten westen van Newton Abbot.
In oktober 1958 was de D800 de eerste locomotief in het nieuwe rooster voor de reeks; de dag begon met de Cornish Riviera Express van Penzance naar Paddington, om 18:30 ging het terug met de trein Paddington-Bristol en vervolgens om 21:05 de trein Bristol-Plymouth zodat de locomotief de dienst eindigde vlak bij depot Laira in Plymouth toen dat volledig operationeel was in 1961. In juli 1967 waren 17 D800's in Laira en 21 in Newton Abbot ondergebracht.
De maximumsnelheid van de reeks D800 was officieel 90 mph (140 km/u), maar dit kon niet strikt worden aangehouden omdat de overbrengingen niet nauwkeurig geregeld konden worden. Tijdens proeven in 1959 haalde de D801 102 mph (164 km/u) helling afwaarts.
In de zomer van 1959 werd een dienstregeling voor de reeks opgesteld met maximum van 100 mph (160 km/h) voor de Bristolian die 100 minuten nodig had voor de verbinding Paddington-Bristol. De heenreis via Bath vereiste een gemiddelde snelheid van 71 mph (114 km/h) en de terugreis via Badminton gemiddeld 70,6 mph (113,6 km/h). Gedurende een korte periode overtroffen de D800's de dienstregeling toen de D804 drie keer de 100 mph (160 km/h) overschreed tijdens een vroege rit vanuit Bristol. Hieraan kwam snel een einde toen de civiel ingenieurs van de Western Region een algemene maximumsnelheid van 90 mph (140 km/h) vaststelden voor alle hoofdlijnen van de regio, nadat er vijf jaar lang, destijds uitzonderlijk voor BR, helemaal geen maximum gold.
De belangrijkste reden voor de maximumsnelheid was dat de aangedreven wielen met een kleine diameter veel meer gewicht per inch loopvlak droegen dan die van een stoomlocomotief en daardoor een grotere slijtage aan het spoor veroorzaken. Deze bezorgdheid kwam met name voort uit ervaringen in de Verenigde Staten van Amerika, hoewel de aanzienlijke spoorschade die daar werd gemeld, meestal werd veroorzaakt door schuivende wielen tijdens het remmen met zware treklast, iets dat op het net van BR zeer onwaarschijnlijk was. Achteraf gezien moet worden vastgesteld dat, ondanks dat de Amerikaanse situatie niet compleet identiek was, de vorming van microscopische scheuren in de spoorstaven (De hoofdoorzaak van de treinramp bij Hatfield op 17 oktober 2000 in het VK), mogelijk was geweest als de snelle dienstregeling was gehandhaafd.
Rond deze tijd meldden verschillende machinisten van de D800 dat ze bij hogere snelheden onaangenaam geschud werden bij het passeren van wissels en op slecht onderhouden baanvakken. De oorzaak werd uiteindelijk gevonden in het ontwerp van de draaistellen en de manier waarop ze met de carrosserie waren verbonden. In Duitsland gold een maximumsnelheid van 140 km/u en de V200 kende dit probleem niet. Hoge snelheden vergrootten het effect van de bijna stijve verbinding tussen carrosserie en draaistel. Trillingen die zich door de hele locomotief voortplanten als de wielen een wissel of slecht liggend spoor bereden maakten ontsporing een zeer reëel risico omdat de wielbanden sleten. De D800's kregen een toegestane maximale snelheid van 80 mph (130 km/h) en hoewel D804 aangepaste draaistellen kreeg waarmee de topsnelheid in 1961 terug kon tot 90 mph (140 km/h), Het duurde tot 1963 voordat de modificatie volledig was getest en de hele reeks was aangepast. De "Bristolian" werd met 5 minuten vertraagd, maar er werd een extra stop bij Chippenham ingevoegd, zodat de machinisten praktisch geen andere keuze hadden dan 80 mph (130 km/h) te overschrijden om zich aan de dienstregeling te houden.
In de herfst van 1960 kwam een einde aan de express ritten zoals van de Bristolian toen BR nieuwe uitgangspunten voor de dienstregeling doorvoerde. De interstedelijke diensten kregen een vastere frequentie met standaard treinsamenstellingen om op die manier het rollendmaterieel doelmatiger te gebruiken, dit om het aantal reizigers te verhogen en de verliezen van BR te beteugelen.
In 1964 betekende de instroom van de sterkere dieselhydraulische Class 52 en de dieselelektrische Class 47, die door het hogere management van BR de Western Region werden toegeschoven, dat een aantal D800's vrijkamen voor de diensten tussen Waterloo en Exeter. De Western Region, die bij de spoorwegnationalisatie van 1948 was voortgekomen uit de Great Western Railway, had toen net deze route ten westen van Salisbury overgenomen van de Southern Region en maakte handig gebruik van de nieuwe  uitgangspunten om van de Atlantic Coast Express van haar voormalige concurrent Southern Railway af te komen. Deze trein, die ook ten zuidwesten van Exeter reed, werd vervangen door een sneltrein die werd getrokken door D800's. Verder greep WR de gelegenheid aan om de hoofdlijn van SR ten westen van Salisbury terug te brengen tot enkelspoor en het "overtollige" land te verkopen, een stap die vandaag de dag alom wordt betreurd.
Het einde van de jaren 60 van de twintigste eeuw kende een opleving van de D800's. Eind 1967 verzorgden ze de diensten op het traject Paddington–Birmingham New Street route en begin 1968 Paddington–Hereford. Groeiende aantallen reizigers op de verbinding Paddington–Plymouth betekende dat WR een uurdienst met standaard 10 en 12 rijtuigen nastreefde. De maximale reistijd voor de 362,9 km werd gesteld op 4:15 uur, maar de Cornish Riviera Express werd ingeroosterd op 3:45 uur met onderweg slechts twee stops, een in Taunton en een in Exeter. De Class 52 zou dit alleen kunnen met zeven rijtuigen, zodat besloten werd tot paren van D800's in treinschakeling. Hiervoor werden de D819/22–24/27–29/31/32 en D866–69 ingezet en het verhogen van de dienstregelingssnelheid leidde tot nog eens 7% meer reizigers. Dit ging echter niet zonder moeilijkheden want een storing in een locomotief betekende ook dat de andere niet gebruikt kon worden en een losse locomotief kon de dienstregeling niet aanhouden.
In 1969 bestonden nog slechts twee ritten met treinschakeling ondanks een kwartier tijdwinst. De dienstregeling werd herzien met twee aparte treinen naar Torbay en Plymouth in plaats van het splitsen van de trein onderweg. Door het aantal rijtuigen terug te brengen tot 8 a 9 per trein kon ook een losse Class 52 de dienst verzorgen. Vanaf 4 oktober 1971 werd de Class 33 de vervanger van de Class 42 op de verbinding Waterloo – Exeter, maar ook voordien werd de Class 33 als voorloop locomotief gebruikt bij een aantal diensten.

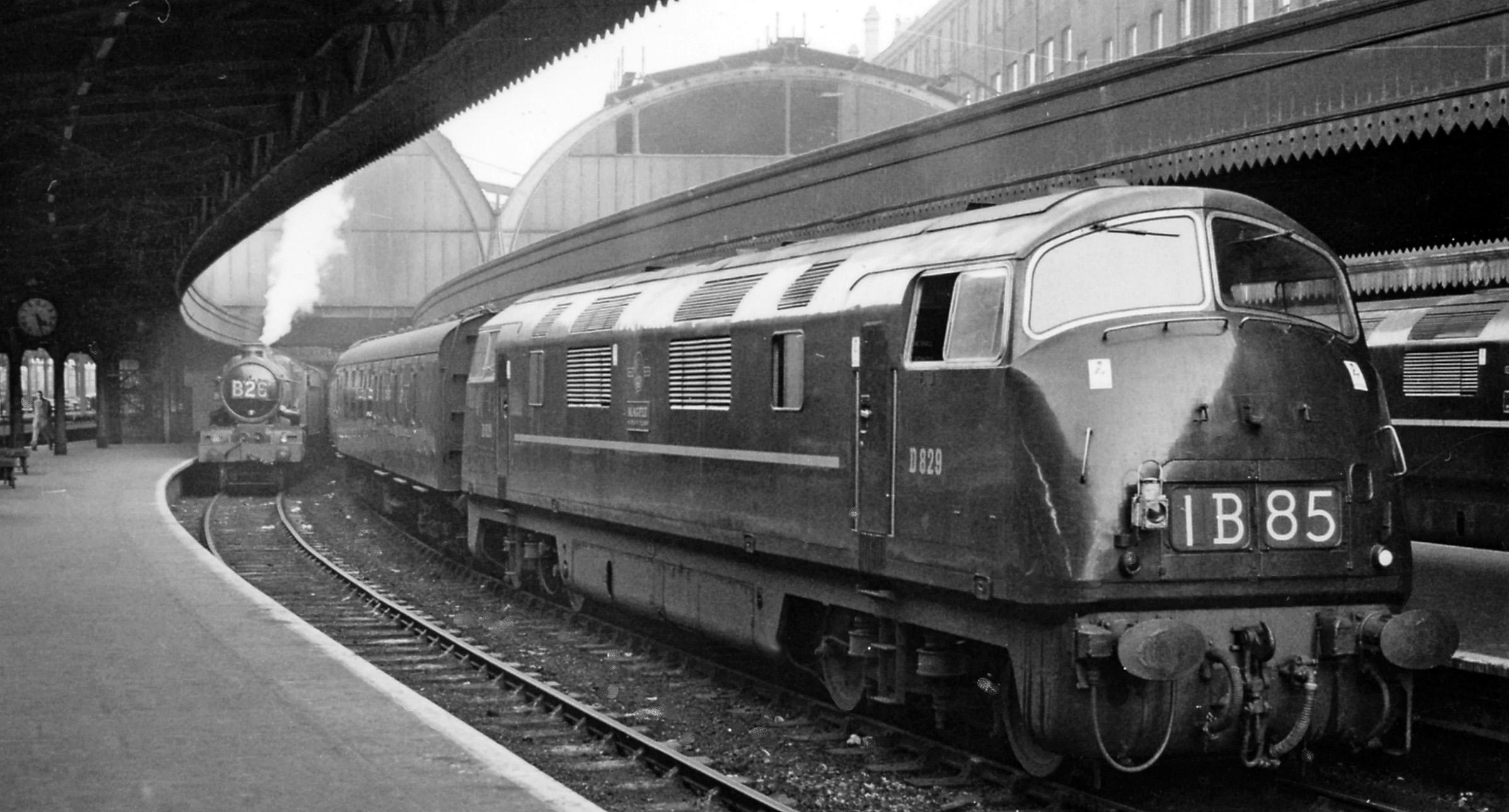
De D829 Magpie in 1961 te Paddington station
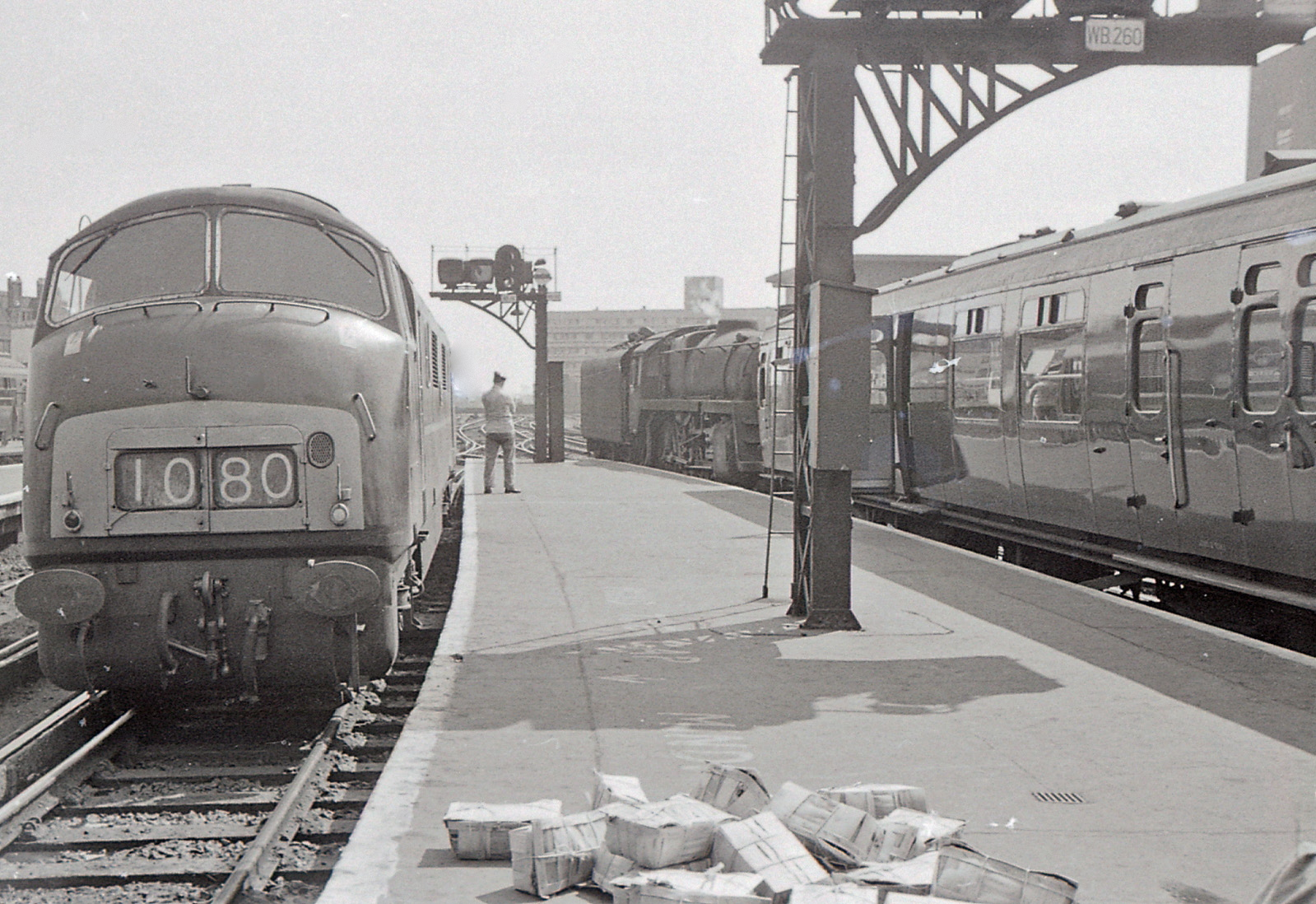
Een Class 42 Warship in 1967 te London Waterloo
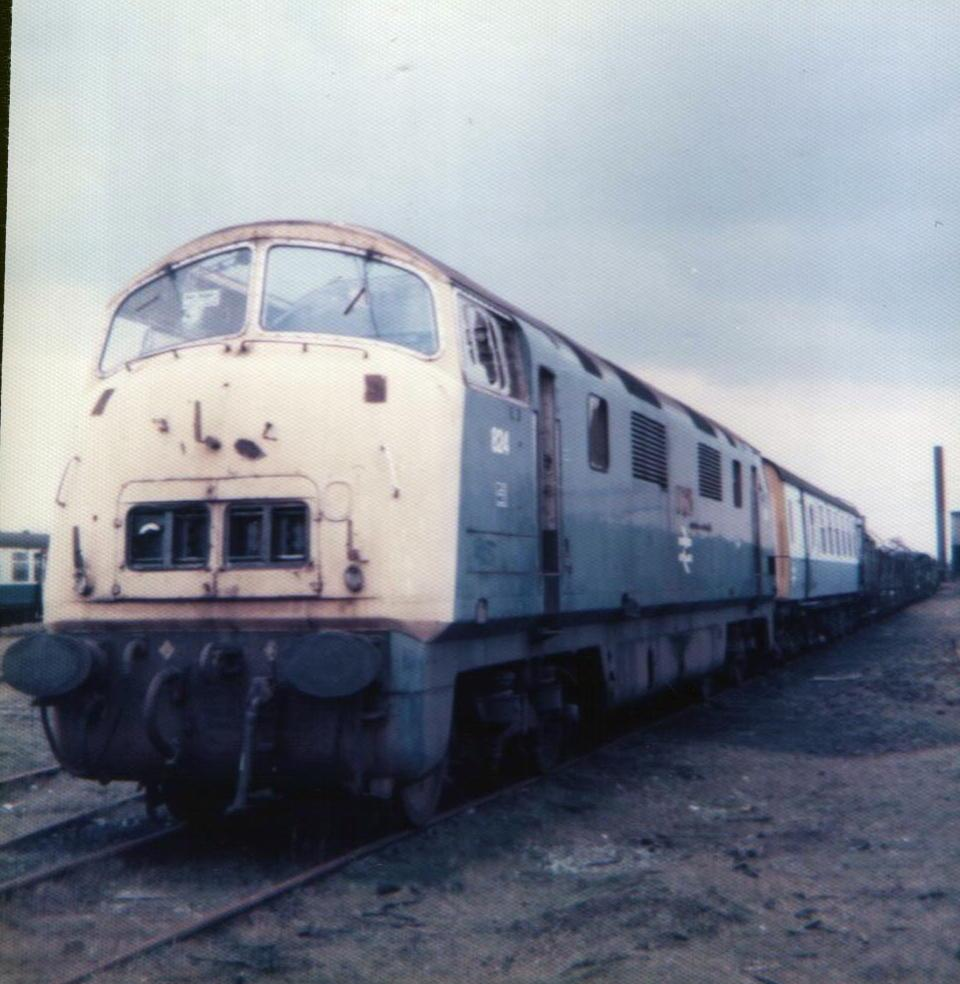
De D824 klaar voor de sloop te Swindon in 1975

## Uitstroom
Vooroordelen tegen hydraulische overbrengingen bij de leiding van de technische diensten van BR leidden in 1967 tot het besluit dat alle diesel-hydraulische locomotieven van Western Region niet aan de standaard voldeden en zo snel mogelijk uit dienst moesten. Dit werd versterkt doordat het vrijwel onmogelijk was om de D800's om te bouwen. Door de verkleinde carosserie was er weinig ruimte voor extra apparatuur. Zo was het bijvoorbeeld onmogelijk om een compressor en een afzuiger in te bouwen die nodig waren voor het trekken van nieuwe rijtuigen met luchtremmen. Ook bleek de inbouw van een elektrische treinverwarming niet haalbaar, zodat de stoomverwarming gehandhaafd werd. De D870 zou worden uitgerust met elektrische treinverwarming en worden uitgerust met luchtkoeling om het extra vermogen te kunnen leveren. Behalve het monteren van aansluit kabels aan de kopeinden is hiervan niets uitgevoerd.
De voorserie werd begin oktober 1968 al uitgerangeerd, gevolgd door de D830 met de Paxman motor en drie door NBL gebouwde exemplaren van de Class 43 in 1969. De uitstroom in 1971 omvatte de rest van de Class 43 en een groot deel van de Class 42. Sommige Class 42 hielden het vol tot eind 1972 waarbij de eerder uitgerangeerde exemplaren als plukloc dienden voor reserve onderdelen omdat de voorraden al sneller waren afgebouwd met het idee dat de reeks al eerder uit dienst zou gaan. De "Cornish Riviera Express" bleef tot mei 1970 rijden met D800's in treinschakeling. De korte diensttijd betekende dat de computernummering TOPS nooit op de locomotieven werd aangebracht hoewel de exemplaren uit Swindon als Class 42 en die uit Glasgow als Class 43 binnen TOPS waren ingedeeld. De D829 Magpie verkreeg sterallures doordat ze verscheen in het gelijknamige tv-programma en er werd getracht om haar te behouden. Dit mislukte en de locomotief werd gesloopt.

## Erfgoed

### D821 Greyhound
Rond 1971 had de Diesel Traction Group het voornemen om de D6319 uit de reeks Class 22 aan te schaffen. Er werd een prijs afgesproken, maar voordat de nieuwe eigenaren hun aankoop konden afhalen, werd deze per ongeluk gesloopt door de BR werkplaats te Swindon. British Railways bood, met het schaamrood op de kaken, een van de nog overgebleven warships (D810, D812, D821 en D832) naar keuze aan voor dezelfde prijs. De Diesel Traction Group koos de D821 omdat die in de beste mechanische staat verkeerde, zodat deze op 24 mei 1973 de eerste erfgoedlocomotief werd van de BR hoofdlijn diesellocomotieven.

### D818 'Glorious'
D818 werd een "huisdier" van de werknemers van de werkplaats in Swindon en de Rail Blue kleur met gele neuzen werd terug veranderd in de oorspronkelijke groene kleurstelling. Er was enige hoop dat de locomotief behouden kon blijven, maar de locomotief werd voor de sluiting van de werkplaats in 1985 gesloopt.

### D832 'Onslaught'
D832 werd naar het Railway Technical Centre in Derby gestuurd, waar het voor verschillende onderzoeksdoeleinden werd gebruikt totdat ook deze aan het erfgoed werd toegevoegd, terwijl de rest werd gesloopt. De D832 werd weer rijvaardig gemaakt door een restauratie met onderdelen uit de D818 en het valt te betwijfelen of beide gerestaureerd hadden kunnen worden zonder dure zoektocht naar bruikbare Duitse onderdelen. Uiteindelijk kwamen er in september 2001 toch Duitse onderdelen toen D832 werd uitgerust met een Mekydro-transmissie die afkomstig was van een voormalige DB-locomotief in Duitsland.

## Overzicht
| Legenda: | Bewaard | Gesloopt |

| Bedrijfsnummer                                      | Naam                                               | In dienst                                          | Uit dienst                                         | Opmerkingen |
| Gebouwd in Swindon, bestelnummer 428 januari 1956.  | Gebouwd in Swindon, bestelnummer 428 januari 1956. | Gebouwd in Swindon, bestelnummer 428 januari 1956. | Gebouwd in Swindon, bestelnummer 428 januari 1956. | Gebouwd in Swindon, bestelnummer 428 januari 1956.                                                                                            |
| --------------------------------------------------- | -------------------------------------------------- | -------------------------------------------------- | -------------------------------------------------- | --- |
| D800                                                | Sir Brian Robertson                                | 11 augustus 1958                                   | 5 oktober 1968                                     | Gesloopt bij J Cashmore Ltd, Newport |
| D801                                                | Vanguard                                           | 7 november 1958                                    | 3 augustus 1968                                    | Gesloopt te Swindon |
| D802                                                | Formidable                                         | 16 december 1958                                   | 5 oktober 1968                                     | Gesloopt te Swindon |
| Gebouwd in Swindon, bestelnummer 437 februari 1957. |                                                    |                                                    |                                                    | |
| D803                                                | Albion                                             | 16 maart 1959                                      | 1 januari 1972                                     | Gesloopt 6 oktober 1972 te Swindon |
| D804                                                | Avenger                                            | 23 april 1959                                      | 3 oktober 1971                                     | Gesloopt 24 maart 1972 te Swindon |
| D805                                                | Benbow                                             | 13 mei 1959                                        | 24 oktober 1972                                    | Gesloopt 16 mei 1973 te Swindon |
| D806                                                | Cambrian                                           | 3 juni 1959                                        | 2 november 1972                                    | Gesloopt 1 mei 1975 te Swindon |
| D807                                                | Caradoc                                            | 24 juni 1959                                       | 26 september 1972                                  | Gesloopt 3 november 1972 te Swindon |
| D808                                                | Centaur                                            | 8 juli 1959                                        | 3 oktober 1971                                     | Gesloopt 25 februari 1972 te Swindon |
| D809                                                | Champion                                           | 19 augustus 1959                                   | 3 oktober 1971                                     | Gesloopt 6 oktober 1972 te Swindon |
| D810                                                | Cockade                                            | 16 september 1959                                  | 3 december 1972                                    | Gesloopt 26 september 1973 te Swindon |
| D811                                                | Daring                                             | 14 oktober 1959                                    | 1 januari 1972                                     | Gesloopt 13 oktober 1972 te Swindon |
| D812                                                | The Royal Naval Reserve 1859–1959                  | 12 november 1959                                   | 3 november 1972                                    | Zou Despatch genoemd worden Gesloopt 4 juli 1973 te Swindon                                                                                   |
| D813                                                | Diadem                                             | 9 december 1959                                    | 1 januari 1972                                     | Gesloopt 30 september 1972 te Swindon |
| D814                                                | Dragon                                             | 1 januari 1960                                     | 7 november 1972                                    | Gesloopt 20 februari 1974 te Swindon |
| D815                                                | Druid                                              | 20 januari 1960                                    | 3 oktober 1971                                     | Gesloopt 13 oktober 1972 te Swindon Naambord is nu gemonteerd op een narrowboat                                                               |
| D816                                                | Eclipse                                            | 17 februari 1960                                   | 1 januari 1972                                     | Gesloopt 22 september 1972 te Swindon |
| D817                                                | Foxhound                                           | 9 maart 1960                                       | 3 oktober 1971                                     | Gesloopt 10 maart 1972 te Swindon |
| D818                                                | Glory                                              | 30 maart 1960                                      | 1 november 1972                                    | Behouden tot 1985 |
| D819                                                | Goliath                                            | 25 april 1960                                      | 3 oktober 1971                                     | Gesloopt 3 maart 1972 te Swindon |
| D820                                                | Grenville                                          | 4 mei 1960                                         | 2 november 1972                                    | Gesloopt 15 augustus 1973 te Swindon |
| D821                                                | Greyhound                                          | 25 mei 1960                                        | 3 december 1972                                    | Rijvaardig op de Severn Valley Railway. Droeg de naam Chris Broadhurst als erfgoed loc.                                                       |
| D822                                                | Hercules                                           | 15 juni 1960                                       | 3 oktober 1971                                     | Gesloopt 18 februari 1972 te Swindon |
| D823                                                | Hermes                                             | 6 juli 1960                                        | 3 oktober 1971                                     | Gesloopt 19 mei 1972 te Swindon |
| D824                                                | Highflyer                                          | 27 juli 1960                                       | 3 december 1972                                    | Gesloopt 18 juni 1975 te Swindon |
| D825                                                | Intrepid                                           | 24 augustus 1960                                   | 23 augustus 1972                                   | Gesloopt 27 oktober 1972 te Swindon |
| D826                                                | Jupiter                                            | 7 september 1960                                   | 18 oktober 1971                                    | Gesloopt 21 januari 1972 te Swindon |
| D827                                                | Kelly                                              | 4 oktober 1960                                     | 1 januari 1972                                     | Gesloopt 13 oktober 1972 te Swindon |
| D828                                                | Magnificent                                        | 19 oktober 1960                                    | 28 mei 1971                                        | Gesloopt 7 april 1972 te Swindon |
| D829                                                | Magpie                                             | 23 november 1960                                   | 26 augustus 1972                                   | Gesloopt 30 januari 1974 te Swindon |
| D830                                                | Majestic                                           | 19 januari 1961                                    | 26 maart 1969                                      | Gesloopt 22 oktober 1971 te Swindon |
| D831                                                | Monarch                                            | 11 januari 1961                                    | 3 oktober 1971                                     | Gesloopt 3 juni 1972 te Swindon |
| D832                                                | Onslaught                                          | 8 februari 1961                                    | 16 december 1972                                   | Rijvaardig op de East Lancashire Railway. |
| Gebouwd in Swindon, bestelnummer 448 april 1959.    |                                                    |                                                    |                                                    | |
| D866                                                | Zebra                                              | 24 maart 1961                                      | 1 januari 1972                                     | Gesloopt 13 oktober 1972 te Swindon |
| D867                                                | Zenith                                             | 26 april 1961                                      | 18 oktober 1971                                    | Gesloopt 30 september 1972 te Swindon |
| D868                                                | Zephyr                                             | 18 mei 1961                                        | 3 oktober 1971                                     | Gesloopt 7 april 1972 te Swindon |
| D869                                                | Zest                                               | 12 juli 1961                                       | 3 oktober 1971                                     | Gesloopt 23 juni 1972 te Swindon |
| D870                                                | Zulu                                               | 25 oktober 1961                                    | 28 augustus 1971                                   | Uitgestroomd na een ongeval met geringe schade die echter niet de moeite van het repareren waard werd geacht. Gesloopt 12 mei 1972 te Swindon |

### Kanttekeningen bij de uitstroom data
De voormelde data zijn afkomstig van Reed. In nummer 137 van het tijdschrift Traction wordt echter een aantal onnauwkeurigheden gemeld;
- De verslaggever van het blad zei dat hij de D828 Magnificent in juni 1971 en op 4 juli 1971 gezien had toen deze met brandschade werd gesleept door Class 22 D6326 op weg naar het depot van Newton Abbot om uitgerangeerd te worden.
- De D831 Monarch tork op 6 oktober 1971 de trein die om 16:05 van Exeter St David's naar Barnstaple reed en tevens de terugrit om 17:55 uur, dus drie dagen na de gemelde uitstroom.
- De D826 Jupiter trok de D808, D819, D822 en D868 voor een rit van Newton Abbot naar Bristol op 10 oktober 1971, op de terugweg werd ze in Exeter gevorderd om de trein van 16:05 uur naar Barnstaple te trekken in verband met een ernstig tekort aan locomotieven.
- Over de D812 wordt gezegd dat die nog geruime tijd na 3 november 1971 in dienst was.
- De D810 Cockade werd uitgerangeerd op 4 november 1971, maar kwam op de 7e al weer in dienst. Op dezelfde dag zag de verslaggever de D814 als trekkracht voor een convooi met de D832 en D812 op weg naar depot Laira in Plymouth Laira waar de D814 definitief werd uitgerangeerd, terwijl de D812 in dienst bleef.
- De gang van zaken rond de D832 is onduidelijk omdat deze na de reizigersdienst is gebruikt door het technischcentrum in Derby.

Zodoende waren de D810, D812, D821 en D824 de laatste exemplaren van de Warships (Class 42 or 43) in dienst van BR. De D812 trok nog expresstreinen tot 28 november 1972, ruim een jaar na de gemelde uitstroom. De laatste vier locomotieven verdwenen officieel van de inventarislijst op 3 december 1972 toen de D821 Greyhound de middagrit van de pakkettrein van Bristol naar Plymouth verzekerde, vrijwel zeker de laatste commerciële rit van de Warship Class.